# Live in Newcastle 2001
Live in Newcastle 2001 è un album dal vivo del gruppo rock britannico Deep Purple, pubblicato nel 2019.

## Descrizione
Trattasi di un doppio album dal vivo registrato la sera del 14 marzo 2001 a Newcastle in Australia, da quando il gruppo non venne in Australia dagli anni 70 a tenere dei tour e ci ritornò solamente a partire dal 1999; si tratta inoltre di una delle ultime apparizioni del tastierista Jon Lord, pochi anni prima di lasciare il gruppo. Questo album faceva parte del box/set The Soundboard Series pubblicato nel 2001. Il disco è stato rimasterizzato nel 2019, dopo 18 anni dalla sua registrazione ed è uscito in edizione limitata con tiratura di 20 000 copie in CD e 2 000 copie in LP (quest'ultima composta da tre vinili colore rosso).

## Tracce
CD 1
1. Woman From Tokyo - 6:15
2. Ted The Mechanic - 5:12
3. Mary Long - 5:57
4. Lazy - 6:04
5. No One Came - 5:39
6. Black Night - 7:23
7. Sometimes I Feel Like Screaming - 7:28
8. Fools - 9:25
9. Perfect Strangers - 9:31
10. Hey Cisco - 6:20

CD 2
1. When A Blind Man Cries - 7:27
2. Smoke On The Water - 10:21
3. Speed King/Good Times (with Jimmy Barnes) - 17:00
4. Hush - 4:17
5. Highway Star (with Jimmy Barnes & Ian Moss) - 7:24

## Formazione
- Ian Gillan - voce
- Steve Morse - chitarra
- Roger Glover - chitarra, basso
- Ian Paice - batteria, percussioni
- Jon Lord - organo, tastiera